# 50-es busz (Budapest)
A budapesti 50-es jelzésű autóbusz a Budatétény, Campona és a Balatoni út, Memento Park között közlekedett. A vonalat a Budapesti Közlekedési Zrt. üzemeltette.

## Története
1949. november 14-étől a Marx tér és a Gyöngyösi utca között jártak 50-es buszok. 1950. január 14-én az Újpest kocsiszínig, március 13-án az újpesti Fóti útig hosszabbították. 1953. november 7-én a budatétényi Jókai Mór utca és Klauzál utca között indult el az új 50-es járat, az újpesti 50-es busz pedig az „U” jelzést kapta. Északi végállomása 1959. június 29-én a Balatoni műúthoz került át.
1966. június 13-án három betétjáratot kapott, 50A jelzéssel a Jókai Mór utca és a Ruhagyár között, 50B jelzéssel Budatétényi sorompó és a Ruhagyár között, míg 50Y jelzéssel Budatétény, sorompó és Balatoni műút között. Az 50Y az 1977. január 1-jei átszámozásokkor az 50C jelzést, 1985. október 1-jén pedig a 103-as jelzést kapta, melyet 1991. október 1-jén összevontak az 50-es busszal.
Az 50A és 50B járatokat 1985. szeptember 30-án megszüntették.
Az 50-es busz Jókai Mór utca és Nagytétényi út sarkán üzemelő végállomását 1999. szeptember 9-én a szeptember 15-én átadott Campona bevásárlóközpont mellett épült buszállomáshoz helyezték át.
A járat 2008. szeptember 5-én megszűnt. A forgalmát az újonnan elindított 150-es jelzésű busz vette át, amely a Kosztolányi Dezső tér és Budatétény vasútállomás (Campona) között közlekedett.

## Útvonala
| Balatoni út, Memento Park felé | Budatétény, Campona felé |
| --- | --- |
| Budatétény, Campona vá. – Nagytétényi út – Jókai Mór utca – Bajcsy-Zsilinszky utca – Terv utca – Bíbic utca – Klauzál Gábor utca – Csiperke utca – Szabadkai utca – Balatoni út, Memento Park vá. | Balatoni út, Memento Park vá. – Szabadkai utca – Csiperke utca – Klauzál Gábor utca – Bíbic utca – Terv utca – Bajcsy-Zsilinszky utca – Jókai Mór utca – Nagytétényi út – Budatétény, Campona vá. |

## Megállóhelyei
| 0  | Budatétény, Campona végállomás        | 12 | 13, 113, 113A, 138, 233E Budatétény |
| 1  | Lépcsős utca                          | 10 | 3, 3, 14, 114, 138, 233E            |
| 3  | Jókai Mór utca                        | 9  | 3, 3, 14, 114, 138, 233E            |
| 4  | Dézsmaház utca (↓) Művelődés utca (↑) | 8  |                                     |
| 5  | Rizling utca (↓) Kistétény utca (↑)   | 7  |                                     |
| 6  | Kápolna utca (↓) Őszibarack utca (↑)  | 6  |                                     |
| 7  | Aszály utca                           | 5  |                                     |
| 8  | Park utca (Ruhagyár)                  | 4  |                                     |
| 9  | Klauzál Gábor utca (↓) Nyél utca (↑)  | 3  |                                     |
| 10 | Aradi utca                            | 1  |                                     |
| 11 | Brassói utca                          | 1  |                                     |
| 12 | Balatoni út, Memento Park végállomás  | 0  |                                     |